# Stade Thong Nhat
Le stade de Thong Nhat (« stade de réunification ») est un stade universel d'Hô Chi Minh-Ville, au Viêt Nam. Il est actuellement surtout employé pour les matchs de football : il est le stade à domicile du Xuan Thanh de Saïgon et de l'Hô Chi Minh-Ville F.C.. Il a une capacité de 25 000 spectateurs.

## Historique
Avant 1975, le stade était nommé stade de Cộng Hòa. Le site avait été témoin d'un certain nombre de manifestations sportives importantes comprenant une foule de plus de 30 000 personnes pour le match de football éliminatoire entre le Viêt Nam du Sud et la Corée du Sud avant les Jeux olympiques d'été de 1964.
En 1966, l'équipe de football vietnamienne du sud y a gagné la coupe de Merdeka contre la Birmanie. Le trophée d'or a été conservé au stade de Cộng Hòa. Sa localisation n'est plus connue après la chute de Saïgon.
Pendant la guerre du Viêt Nam, le stade fut également le lieu d'attaques terroristes du Vietcong. Un attentat à l'explosif le 4 octobre 1965 a tué 11 personnes et en a blessé 42 autres,.